# Loucura por Cristo

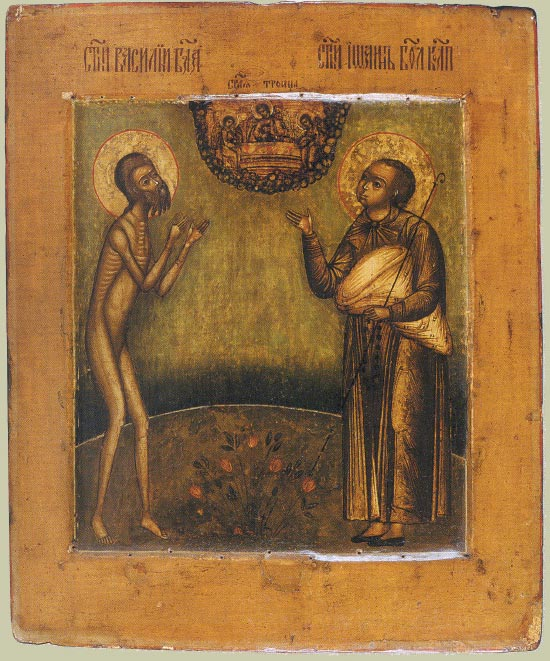
Ícone de Basílio, o Santo Louco (esquerda) e o Bem-Aventurado João, o Louco por Cristo.
Séc. XVII, em Moscou.

Loucura por Cristo refere-se a um comportamento como um indivíduo doar todas as suas posses materiais ao se juntar a uma ordem monástica. Pode também se referir ao desafio deliberado de todas as convenções da sociedade para perseguir um objetivo religioso. Estes indivíduos eram conhecidos tanto como "santos loucos" ou "abençoados loucos". O termo abençoado neste contexto tem a conotação de inocência perante os olhos de Deus.
O termo loucos por cristo deriva dos escritos de Paulo de Tarso. São Francisco de Assis e outros santos atuaram como Santos Loucos, assim como os yurodivy (ou iurodstvo) da tradição asceta ortodoxa. Os Loucos por Cristo geralmente se utilizam de um comportamento chocante e pouco convencional para desafiar as normas aceitas pela sociedade, realizar profecias ou como marca de sua piedade.

## Antigo Testamento
Alguns profetas do Antigo Testamento que exibiam sinais de comportamento pouco usual são considerados por alguns acadêmicos como predecessores dos Loucos por Cristo. O profeta Isaías andou nu e descalço por três anos, profetizando um vindouro cativeiro entre os egípcios; o profeta Ezequiel se prostrou perante uma pedra, que simbolizava a ameaçada Jerusalém, e, embora Deus tenha-lhe ordenado que comesse pão assado em excrementos humanos, ele se utilizou de esterco de vaca no lugar; Oseias se casou com uma meretriz para simbolizar a infidelidade de Israel perante Deus. Para outros estudiosos, porém, estes profetas não eram tidos como loucos por seus contemporâneos, pois eles agiam assim para atrair a atenção das pessoas e para despertar o arrependimento.

## Novo Testamento
De acordo com a doutrina cristã, "loucura" é a rejeição consistente dos cuidados terrenos e a imitação de Cristo, que sofreu gozações e humilhações perante a população. Por isso, o significado espiritual da "loucura" como aceito no cristianismo primitivo era similar ao da não aceitação das regras sociais comuns da hipocrisia, brutalidade e sede de poder e ganhos materiais.
Nas palavras de Antônio, o Grande: "É chegada a hora em que as pessoas se portarão como loucas e, se elas virem alguém que não se porte assim, irão se rebelar contra ela dizendo: 'Você está louco' - pois esta pessoa não é como elas."
Parte da sustentação bíblica para este racional pode ser encontrado nas palavras de Paulo de Tarso:
«Nós somos estultos por amor de Cristo, mas vós sábios em Cristo; nós fracos, mas vós fortes; vós honrados, mas nós desprezados.» (I Coríntios 4:10)
E também:
- «Pois a sabedoria deste mundo é estultícia diante de Deus. Porquanto está escrito: Ele que apanha os sábios na sua astúcia.» (I Coríntios 3:19)
- «Pois a palavra da cruz é uma estultícia para os que perecem, mas para nós que somos salvos é o poder de Deus.» (I Coríntios 1:18)
- «Porquanto uma vez que na sabedoria de Deus o mundo pela sua sabedoria não o conheceu, aprouve a Deus, pela estultícia da pregação, salvar os que creem.» (I Coríntios 1:21)

## Cristianismo ocidental

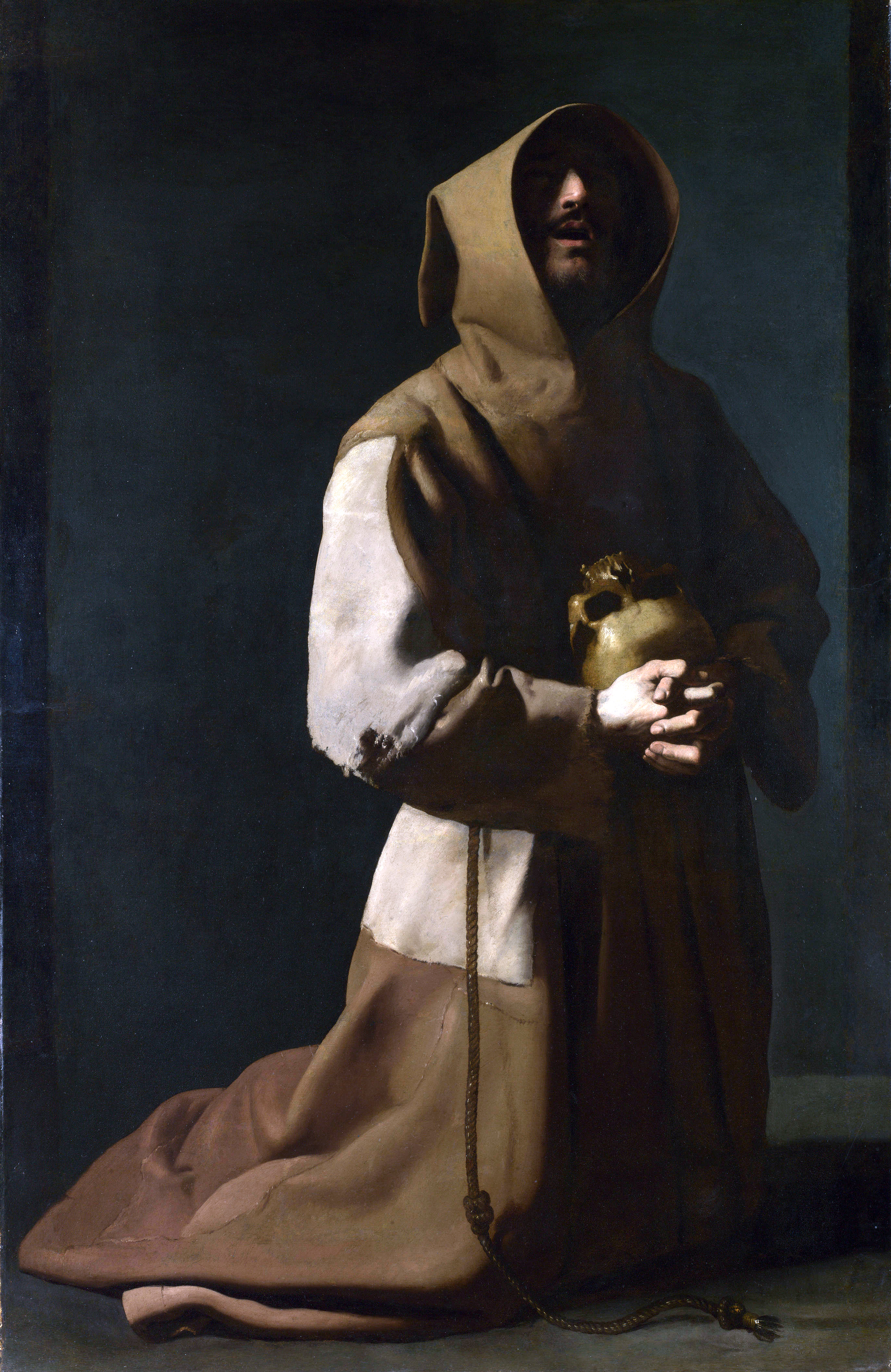
São Francisco de Assis.
1635-39. Por Francisco de Zurbarán, atualmente na National Gallery, em Londres.

O mais famoso exemplo de Louco por Cristo na Igreja ocidental é São Francisco de Assis, cuja ordem era conhecida por seguir os ensinamentos de Cristo e seguir os seus passos. Assim, ao se juntar aos franciscanos, os noviços doavam todas as suas posses e se focavam na pregação nas ruas aos homens comuns.
São Junípero, um dos primeiros seguidores da ordem, era conhecido por levar a doutrina ao extremo. Sempre que alguém lhe pedia quaisquer de suas posses, ele as dava livremente, incluindo suas roupas. Ele chegou a cortar um dos sinos de uma toalha de altar para doá-lo a uma pobre mulher. Seus companheiros franciscanos tinham que vigiá-lo de perto e chegaram a proibi-lo de doar suas roupas. Ainda que este comportamento fosse embaraçoso para seus irmãos, ele era também reconhecido como um exemplo puro da ordem franciscana e era, por isso, muito admirado.
As Pequenas Flores de São Francisco de Assis, que documenta as tradições orais dos franciscanos, conta várias histórias do "Irmão Júniper". A famosa é de como ele teria cortado fora o pé de um porco para dá-lo a um irmão doente. Ao ouvir o desejo do irmão doente de ter um pé de porco, Júniper pegou uma faca de cozinha e correu para o mato, onde encontrou um grupo de porcos se alimentando. Então, ele rapidamente cortou fora o pé de um deles e correu de volta para o seu irmão, deixando o porco para morrer.
Este ato deixou o pastor dos porcos furioso, que reclamou para São Francisco. Ele então confrontou o irmão Júniper, que alegremente afirmou: "É verdade, doce pai, que eu cortei o pé do porco. Eu te contarei o motivo. Fui por caridade para com um irmão que estava doente." Júniper também explicou a história para o pastor, ainda furioso, que, vendo a "caridade, simplicidade e humildade" no coração de Júniper, perdoou-lhe e entregou o resto do porco para os irmãos.

## Cristianismo oriental

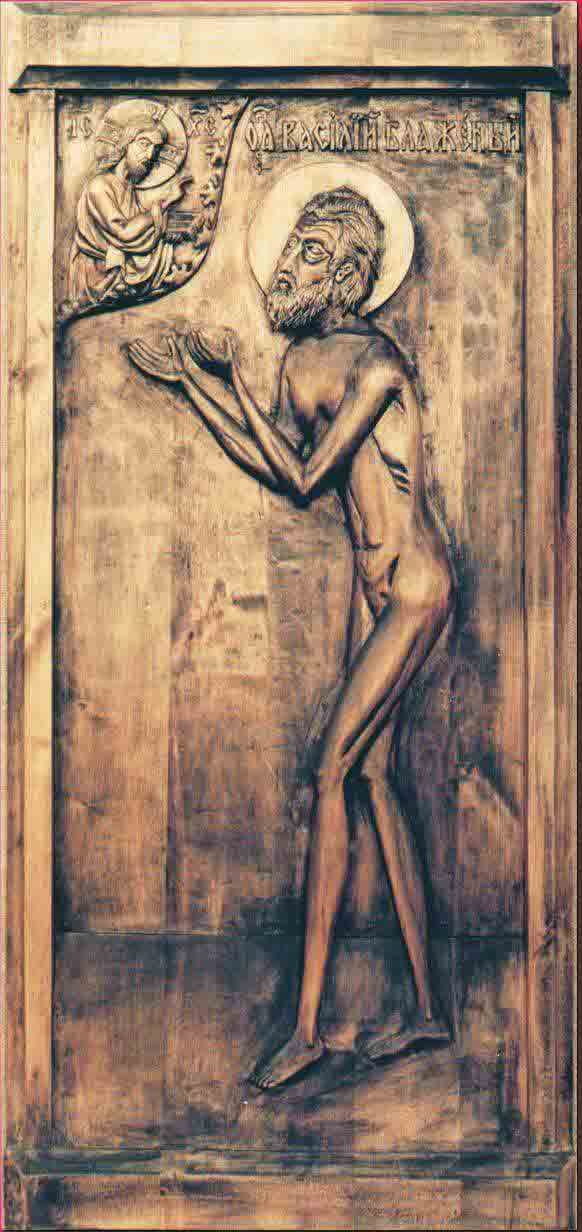
Basílio, o Santo Louco.

A Igreja Ortodoxa tem em Santa Isidora (m. 369), do Egito, como a primeira "Santa Louca". Porém, o termo só se popularizou com São Simão, o Santo Louco, que é considerado como o santo patrono dos Santos Loucos.
Os yurodivy (em russo:  юродивый, yurodivy) são a versão russa dos "Loucos por Cristo" (em russo:  юродство, yurodstvo ou jurodstvo), uma forma peculiar de ascetismo ortodoxo. Os yurodivy é um "Santo Louco", alguém que age de forma intencionalmente louca aos olhos de outrem. O termo implica num comportamento "que não é causado nem por erro e nem por deficiência mental, mas é deliberado, irritante e até provocativo".
Em seu livro "Holy Fools in Byzantium and Beyond" ("Santos Loucos em Bizâncio e Além"), Ivanov descreve "Santo Louco" como um termo para uma pessoa que "imita a insanidade, finge ser tolo ou que provoca choque ou escândalo por sua deliberada indisciplina". Ele explicou que este tipo de conduta só se qualifica como "loucura por Cristo" se a audiência acreditar que o indivíduo é são, moralmente correto e piedoso. A Igreja Ortodoxa mantém que os Santos Loucos voluntariamente se fingem de loucos para esconder a sua perfeição do mundo e, assim, evitar que sejam louvados.
Algumas características que são geralmente encontradas nos Santos Loucos são andar semi-nu ou nu, mendigar, falar na forma de enigmas, ser clarividente ou profeta, e, ocasionalmente, agir de forma disruptiva e desafiadora a ponto de parecer imoral (embora sempre com o objetivo de provar um ponto).
Ivanov argumenta que, ao contrário do passado, os yurodivy modernos geralmente sabem que parecem patéticos aos olhos dos outros. Eles tentam prevenir esse desprezo através de uma auto-humilhação exagerada e, depois destas demonstrações, fazem saber que este comportamento foi deliberado e que o objetivo era disfarçar a sua superioridade perante a audiência.

### Igreja Ortodoxa Russa
Loucos por Cristo recebem geralmente o título de Bem-Aventurados (em russo:  блаженного), que, ainda que possa ser também traduzido como abençoado ou beatos, não necessariamente significa entre os ortodoxos que o indivíduo é menos do que um santo (como na Igreja Católica), mas que sublinha as bençãos de Deus que se acredita que tenham recebido.
A prática foi reconhecida na hagiografia bizantina do século V e foi extensivamente adotada na Rússia Muscovita, provavelmente no século XIV. A insanidade dos yurodivy era ambígua e poia ser real ou simulada. Acreditava-se que ele (ou ela) havia sido divinamente inspirada e, por isso, podia dizer as verdades que os outros não podiam, normalmente na forma de alusões indiretas ou parábolas. Em relação aos tsares, o Santo Louco aparecia como uma figura que não estava sujeita ao controle ou julgamento terreno.
O primeiro caso relatado de Louco por Cristo na Rússia foi Procópio de Ustyug (Prokopiy), que veio das terras do Sacro Império Romano Germânico até Veliky Novgorod e se mudou para Ustyug, fingindo ser um louco e levando uma vida asceta (ele dormia nu na entrada das igrejas, rezava noites inteiras e recebia comida apenas dos pobres). Ele foi abusado e espancado, mas finalmente passou a ser respeitado e foi venerado após a sua morte.
A Igreja Ortodoxa Russa conta 36 yurodivye entre os seus santos, principalmente Basílio, o Louco por Cristo, que empresta o seu nome para a Catedral de São Basílio, em Moscou. Um dos mais conhecidos exemplos modernos na igreja russa é talvez Xênia de São Petersburgo. Outro Santo Louco moderno é Grisha, que viveu na União Soviética na época da Revolução Russa. Callis e Dewey o descrevem assim:
| “ | Ele era uma figura assombrosa: combalido, descalço e vestido em trapos, com olhos que 'olhavam através de você' e um cabelo longo e emaranhado. Ele sempre usava correntes à volta do pescoço... As crianças da vizinhança ocasionalmente corriam atrás dele, rindo e xingando-o. Pessoas mais velhas, como regra, viam Grisha com respeito e algum medo, especialmente quando ele sofria uma de suas convulsões periódicas, que o faziam começar a gritar e ralhar. Nestas horas, os adultos se juntavam à sua volta e ouviam, pois acreditavam que o Espírito Santo estava falando através dele. | ” |

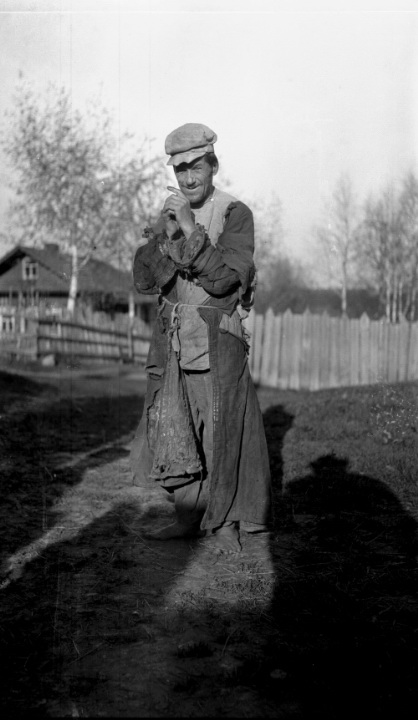
Louco por Cristo.
1910-19. Em Perebory, na Rússia.

A conduta social anormal de Grisha, as convulsões e as bravatas são comportamentos comuns entre os Santos Loucos. A estima dos adultos também era algo comum. Em sua autobiografia, Leon Tolstoi expressou da seguinte forma a sua reação em relação a Grisha:
| “ | 'Ó grande cristão Grisha! Sua fé era tão forte que sentias a proximidade de Deus; seu amor era tão grande que as palavras saiam por conta própria de seus lábios, e tu não as verificava pela razão. E que grande louvor demonstravas à majestade de Deus, quando, não encontrando palavras, te prostravas no chão. | ” |

## Osyurodivyna arte e na literatura
Após o século XVII, os yurodivy passaram a existir mais nas artes do que na vida real. Exemplos proeminentes são os loucos em Bóris Godunov, a mãe de Pavel e o Padre Zózima em Irmãos Karamazov, Sofia Semyonovna Marmeladova (Sonya) em Crime e Castigo e o Príncipe Myshkin em O Idiota.

## Em outras religiões
As religiões indianas têm a figura do avadhuta, que transcende a consciência do Ego, inconformando-se mesmo com as convenções sociais. A Siddha Siddhanta Paddhati, uma hata-ioga atribuída a Gorakshanath, fala da capacidade deste em mudar de comportamento como um camaleão, comportando-se ora como rei, ora como asceta. Uma figura similar é a do nyönpa no budismo tibetano, conhecida por seu estilo pouco usual de ensino. Um dos nyönpa de maior destaque foi Drukpa Kunley.
No sufismo, as correntes da Qalandariyya e da Malamatiyya são conhecidas por suas características semelhantes.

## Loucos por Cristo
- André de Constantinopla - André, o Louco por Cristo
- Basílio, o Louco por Cristo
- Benedito José Labre
- Davi, o Dendrita
- João de Moscou, o Louco por Cristo
- João, o Peludo
- Junípero, "o renomado bobo do Senhor"
- Simão, o Santo Louco
- Xênia de São Petersburgo